# Lethrus staudingeri staudingeri
Lethrus staudingeri staudingeri es una subespecie de coleóptero de la familia Geotrupidae.

## Distribución geográfica
Habita en Asia Central.